# Las troyanas (Eurípides)

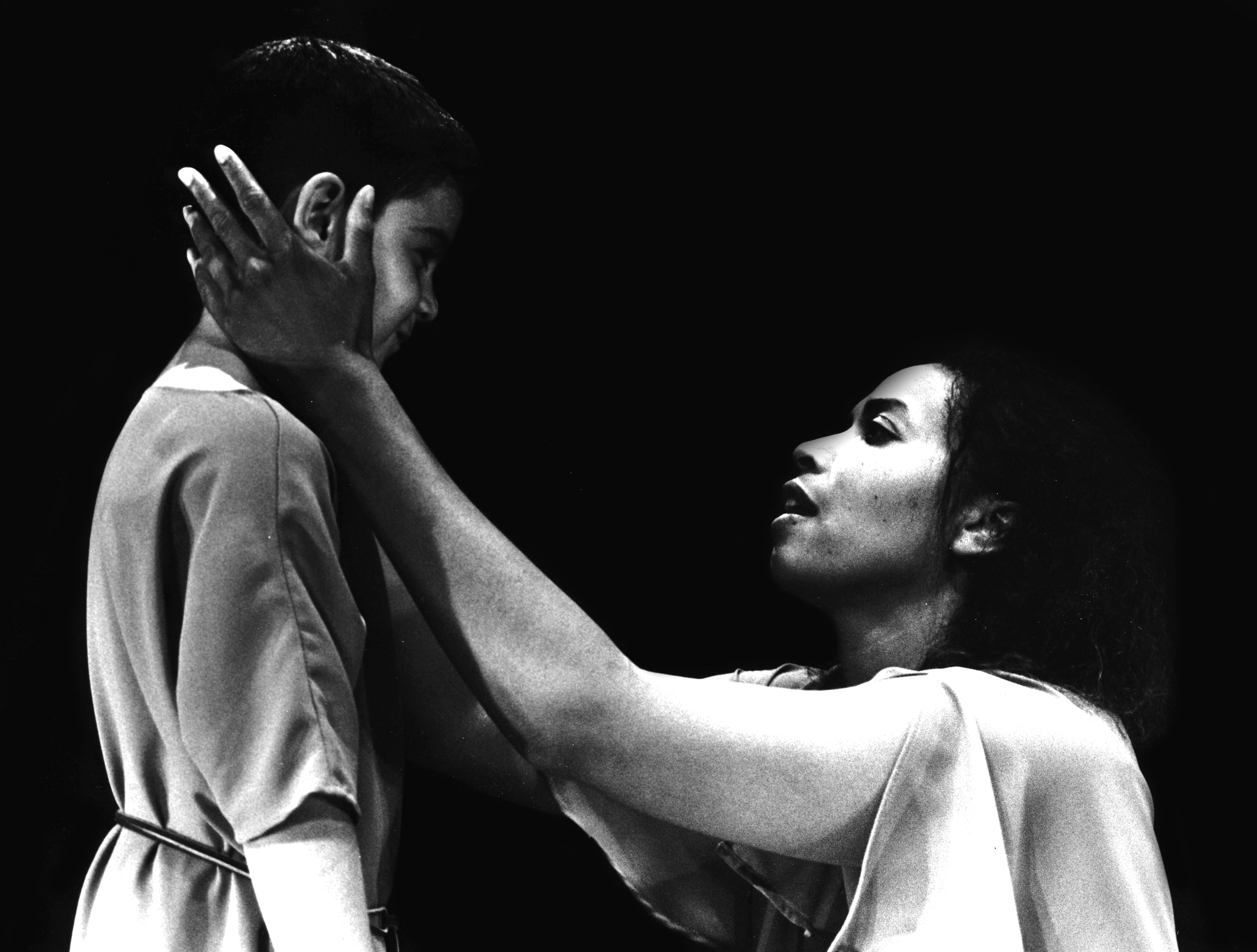
Momento de una representación de Las troyanas por la ARK Theatre Company^{} en Los Ángeles, en el 2003: Astianacte y Andrómaca (Aomawa Baker). Se encargó de la dirección Brad Mays.

Las troyanas (Τρωάδες) es una tragedia escrita por el dramaturgo griego Eurípides.

## Antecedentes
Las troyanas forma parte de una tetralogía con las tragedias Alejandro y Palamedes, y el drama satírico Sísifo.
Fue presentada, junto con Alejandro y Palamedes, en las Grandes Dionisias, en la 91.ª Olimpiada, en el año 415 a. C. En el concurso, Eurípides obtuvo el segundo puesto; y Jenocles, el primero.
De Alejandro y Palamedes quedan pocos restos. 
Alejandro trataba del hijo de Príamo y Hécuba: Paris, llamado también Alejandro. Casandra, la adivina que tenía por signo que sus pronósticos nunca fueran atendidos, profetizó que Troya iba a ser destruida si Paris vivía. Por ese motivo, la madre, Hécuba, y el hermano, Deífobo, intentan matarlo. Pero es recogido por un pastor y salvado. Años después, el propio Paris resulta ganador de los juegos fúnebres en su memoria. Por ese motivo, es acogido por la familia de Príamo.
De Palamedes sabemos que su protagonista es el personaje mítico que, en las Fábulas de Higino, es inventor de parte del alfabeto griego. En Troya es objeto de un engaño. Alguien deja en su tienda dinero y una nota falsa de Príamo, rey de Troya y enemigo acérrimo de los aqueos. Palamedes es condenado por traición, y escribe un mensaje en un remo para hacer saber de ello a su padre, Nauplio. Este se venga de los griegos haciendo fuego en el promontorio de Cafarea para que crean que se trata de un puerto y naufraguen en sus costas.

## Personajes
- POSEIDÓN: dios del mar.
- ATENEA: diosa del pensamiento y de la guerra, divinidad epónima de Atenas.
- HÉCUBA: reina de Troya, esposa de Príamo, madre de Héctor, Paris, Políxena y Casandra, entre otros, y ahora esclava de Odiseo.
- TALTIBIO: heraldo de los griegos.
- CASANDRA: hija de Hécuba y Príamo, y sacerdotisa de Apolo, quien le había concedido el don de la profecía.
- ANDRÓMACA: viuda de Héctor.
- ASTIANACTE: hijo de Andrómaca y Héctor.
- MENELAO: rey de Esparta.
- HELENA: esposa primero de Menelao y después de Paris, y viuda de este ahora.
- CORO de TROYANAS CAUTIVAS.

## Argumento
Tras el saqueo de Troya, la flota de los griegos está pronta a partir y las troyanas están siendo sorteadas.
Poseidón se lamenta de Troya, la ciudad cuyos muros edificó, debido a su destrucción a manos de los griegos. Ante él se presenta la diosa Atenea, indignada porque han sacado a Casandra del templo donde le rendía culto; por eso no favorecerá a los griegos en su regreso, a pesar de que los apoyaba en la guerra.
Hécuba muestra la desesperación de los vencidos. 

Arde Ilión, ¡gimamos!

Pregunta por el destino de cada troyana, que no puede ser otro que el de malmaridada con algún vencedor: Andrómaca ha sido asignada al hijo de Aquiles: Neoptólemo; Hécuba, a Odiseo; Casandra, hija de Hécuba, a Agamenón; Políxena, también hija de Hécuba, ha de ser sacrificada en la tumba de Aquiles. Casandra entona su canción de boda, su himeneo, lleno de odio a Agamenón, anunciando que será esa boda la causa de la ruina del jefe militar de los aqueos.
Los aqueos deciden matar al hijo de Andrómaca y Héctor despeñándolo desde lo alto de la muralla de Ilión.
Llega Menelao para llevarse a Helena, y promete matarla en Esparta, adonde no quieren ir las prisioneras por ser la cuna de sus males. Hécuba alaba la decisión de Menelao de matar a Helena, mas le advierte de los encantos de esa mujer y de la posibilidad de que lo vuelva a enamorar en el viaje.
Helena se defiende argumentando que la culpa es de Príamo, que no mató a Paris cuando nació, dando cumplimiento así, tal y como estaba profetizado, al destino de Troya, que habría de ser destruida si no moría el niño. Culpa también a Afrodita, que, en el juicio de Paris, le prometió que, si la juzgaba la más hermosa, le concedería el lecho de Helena. Paris prefirió ese premio al de Atenea, que le ofrecía la conquista de Grecia; y al de Hera, que le ofrecía Europa y Asia si la elegía.
Hécuba responde a Helena que no fue Afrodita la vencedora, sino Afrosine, la lujuria, y que a todas sus insensateces dan los hombres el nombre de Afrodita.
La obra cobra más dramatismo aún con el pequeño cuerpo de Astianacte, el hijo de Héctor y Andrómaca, que es recibido por Hécuba para que sea enterrado por instrucciones de su madre, que ya ha partido.
Termina la tragedia con las instrucciones a los soldados para que quemen Troya, y con la partida de las prisioneras en las naves aqueas hacia su incierto destino.
La obra tiene 3 actos de 5 escenas cada uno.

## Análisis

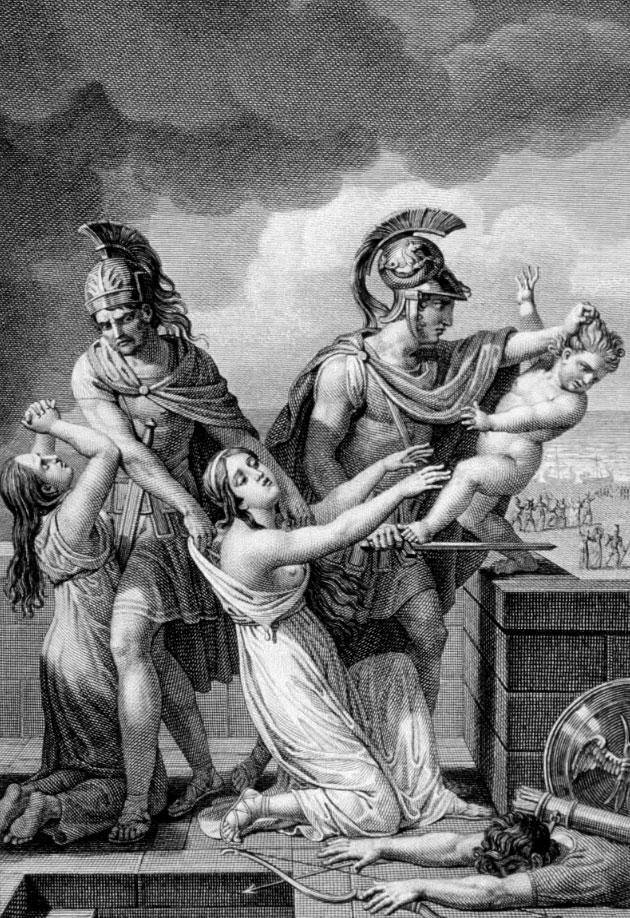
Ante la mirada de Andrómaca, Neoptólemo (o tal vez Odiseo) se dispone a tirar a Astianacte desde la muralla de Troya.

La tragedia Las troyanas es un canto lleno de dramatismo por las consecuencias de la guerra. Se destaca la crueldad de los vencedores, que, en su desmesura (hybris), no tienen piedad con los vencidos, ni respeto a los dioses, y profanan sus templos. Ni siquiera tienen consideración con los niños, con lo que manifiestan abiertamente el miedo de que crezcan. Hécuba exclama así ante la visión del pequeño cuerpo inerte de Astianacte, el hijo de Héctor:

Ahora que la ciudad ha sido tomada y destruidos los frigios, tenéis miedo de un niño pequeño. No alabo el miedo de quien teme reflexionar.

Los vencedores no son tan vencedores: llevan diez años asediando Troya, separados de sus familias y viendo morir a sus compañeros ante las murallas de la ciudad. Tras la victoria, se ciernen multitud de desgracias sobre ellos por haber caído en la hybris, y Menelao, Agamenón, Odiseo y tantos otros estarán sujetos a multitud de desdichas. Zeus, según Eurípides, conduce a la justicia por caminos silenciosos.
En los vencidos, hasta la virtud es causa de desgracias. Andrómaca se entera de que, debido a su buena fama de esposa de Héctor, Neoptólemo, el hijo del mayor verdugo de los troyanos, Aquiles, la ha solicitado por esposa. Andrómaca afirma que la causa de su desgracia fue prestar toda la atención a su marido Héctor:

Me bastaba con tener en mí misma un maestro honrado: la inteligencia. A mi esposo siempre le ofrecía una lengua silenciosa y un aspecto sereno. Conocía aquello en lo que prevalecer sobre mi marido y sabía concederle la victoria en lo que debía.

Curiosamente, Eurípides vuelve a manifestar en esta obra una extraña concepción de Zeus, en labios de Hécuba:

¡Oh Zeus, soporte de la tierra y que sobre la tierra tienes tu asiento, ser inescrutable, quienquiera que tú seas, - ya necesidad de la naturaleza o mente de los hombres - ¡a ti dirijo mis súplicas! Pues conduces todo lo mortal conforme a la justicia por caminos silenciosos.

No cabe duda de que Eurípides, el dramaturgo filósofo, se separa abiertamente, como en otras obras, de la concepción de los dioses de su época, y lleva su reflexión mucho más allá.

### Censura
En 1984, la dictadura militar de Paraguay decidió prohibir la obra antes de su estreno. El régimen militar de Stroessner, consideró a Las Troyanas como «un panfleto contra el orden, la disciplina, el soldado y la ley».

## Cine
- 1971: Las troyanas, película dirigida por Michael Cacoyannis, con Vanessa Redgrave, Katharine Hepburn, Irene Papas y Geneviève Bujold en los papeles principales.